# 세바스티안 바타글리아
세바스티안 알레한드로 바타글리아(Sebastián Alejandro Battaglia, 1980년 11월 8일 ~ )는 아르헨티나의 옛 축구선수로 포지션은 미드필더였다.
바타글리아는 산타페주 출신이지만, 보카 주니어스 유소년팀에서 축구 경력을 시작했다. 1998년 5월 31일 프로무대에 데뷔했고, 곧 보카 주니어스의 중요한 선수가 되었다. 그는 그 클럽에서 5년을 뛰었고, 2003-04 시즌의 중반부에 스페인 프리메라리가의 비야레알 CF가 2천 8백만 유로를 지불하여 그를 영입하였다.
바타글리아는 비야레알 CF에서 1년 6개월 동안만 뛰었고, 아르헨티나에서의 활약상은 전혀 보여주지 못하였다. 그의 가족 또한 스페인에서의 새 생활에 적응하지 못하였다. 부상으로 인하여 6개월 동안 뛰지 못하자, 그는 그의 가족들과 아르헨티나로 돌아가기로 결심하였고, 보카 주니어스와 비야레알 CF의 장기적인 협상 끝에 2005년 7월 그의 소원을 이루게 되었다.
보카 주니어스로 복귀한 뒤에 그는 그의 예전 모습을 되찾아 그의 경기력을 향상시켰고, 팀의 주장이 되었다. 그는 2005년 10월 8일 페루와의 2006년 FIFA 월드컵 예선 선수 명단에 발탁되었으며, 그해 11월 카타르와의 친선 경기에서 국제 무대에 데뷔하였다.